# Louis de La Palud (cardinal)
Louis de La Palud, dit cardinal de Varambon, mort le 21 septembre 1451, est un cardinal du XVe siècle. Il est membre de l'ordre des bénédictins et a été successivement évêque de Lausanne (1431-1433), puis d'Avignon (1433-1441) et de Maurienne (1441-1451).

## Biographie

### Origines
Louis de La Palud — dont la forme écrite varie dans la documentation La Palud, Lapalud, La Palu — semble naître entre 1370 et 1380. L'historienne Sophie Vallery-Radot (2014) indique précisément le 21 septembre 1380, ainsi que le château de Chamoux, en Maurienne.
Il est le fils d'Aymé ou Amédée de La Palud, seigneur de Varembon (Bresse), et d'Alix de Corgenon (Buellas en Bresse),. Son père avait accompagné le comte Amédée VI de Savoie, dans sa croisade contre les Bulgares.

### Entrée dans les ordres
Second fils, il est destiné à une carrière ecclésiastique et intègre l'ordre de Saint-Benoît dans l'abbaye Saint-Philibert de Tournus,,. Il devient chambrier de l'abbaye d'Ambronay,. Il devient ensuite abbé de Tournus en 1413, 18 ans, puis d'Ambronay, une dizaine d'années. En tant qu'abbé, il assiste au concile de Constance, en 1417, qui met fin au grand schisme d'Occident,.
Il est ensuite député au concile de Sienne (it), puis au concile de Bâle, en 1431, où il sera vice-chambrier. Il représente, avec d'autres abbés et deux évêques, l'Église gallicane de France.

### Épiscopats
Lors du concile de Bâle, en 1431, le pape Eugène IV le nomme évêque de Lausanne,, (Angley donne par erreur 1432), succédant à Guillaume de Challant. Le 6 juin 1431, il est consacré par le cardinal Louis Aleman.
Cependant cette nomination est constetée par le Chapitre de Lausanne qui a porté son choix sur Jean de Prangins, qui a reçu le soutien du duc de Savoie, Amédée VIII de Savoie,. Angley indique quant à lui que le Chapitre avait accepté cette nomination et que le duc s'en était plaint au Concile, envoyant Jean de Champion en qualité de représentant ducal. Face à cette opposition, le pape maintient Jean de Prangins à Lausanne et transfert, le 4 novembre 1433, Louis de La Palud sur le siège de l'évêché d'Avignon,. Louis de La Palud fait le choix de poursuivre sa contestation auprès du Concile et réussit à s'imposer et se faire confirmer par le concile de Bâle, le 2 janvier 1434. Le duc de Savoie se plaint de ce maintien et envoie une lettre au Concile, le 5 mai 1435. L'année suivante, le pape annule la décision et excommunie Louis de La Plaud.
En 1439, le duc Amédée VIII est désigné par le Concile pour devenir le nouveau pape, sous le nom de Félix V, et il est intronisé le 23 juillet 1440. Angley indique que « Louis de La Palud avait probablement beaucoup contribué à » cette élévation et que dès lors le prélat obtient de nombreuses faveurs du nouveau pape. Félix V obtient de Louis de La Palud qu'il résigne et le transfert de Jean de Prangins à Aoste. 
Louis La Palud est dépêché par le Concile afin de se rendre en Grèce pour promouvoir l'union avec les orthodoxes grecs, et ainsi concurrencer l'action du pape de Rome seul qui y avait envoyé notamment l'archevêque de Tarentaise, Marco Condulmer, et l'évêque de Coron. Il revient à Bâle.
Réconciliés, Félix V le crée cardinal, dit de
Varembon, lors du consistoire du 12 avril 1440,. L'année suivante, la Bulle papale du 25 février 1441 le transfert sur le siège de l'évêché de Maurienne,,, où il porte le nom de Louis Ier,. Le pape Eugène IV, de son côté, avait nommé Nicolas de Cambello, mais celui-ci aurait été refusé par les prêtres du diocèse.
Il se soumet au pape Nicolas V, qui l'absout, et confirme la promotion cardinalice, le 19 décembre 1449,,.
Il fait édifier la digue de Bonrieux. Il fonde le séminaire des Innocents, à Saint-Jean-de-Maurienne.

### Mort et sépulture
Louis de La Palud testerait, à Lausanne, le 19 juin 1449, selon Besson,.
Il meurt en fonction le 21 septembre 1451, au château de Chamoux, dans la combe de Savoie, selon les différentes auteurs Moréri (1759), Besson (1559), Angley (1846), ou encore Rostaing (1955). Ce dernier, ainsi que Vallery-Radot (2016), donnent le jour suivant, le 22 septembre. Seul le généalogiste bugiste Samuel Guichenon (1650) le fait mourir, dans son Histoire de Bresse et de Bugey (1650), à Rome, en 1455,. Il sera repris par ces successeurs.
Son corps est porté dans la chapelle de la collégiale de Varambon, où l'on trouvait une sépulture de marbre accompagnée d'une épitaphe, :

« Hic jacet reverendissimus in Christo pater D. D. Ludovicus titulo Sanctæ Anastasiæ S.R.E. prœsbyter Cardinalis de Varambone vulgariter nuncupatus, Episcopus Maurianensis qui obiit die 22 septembris 1451. »

### Succession
À sa mort, le pape Nicolas V nomme Jacques Carietti, chanoine régulier de l'ordre de Saint-Augustin, implanté dans le sud de la France,. De son côté le Chapitre désigne Jean-Louis Octave de Savoie, fils du duc Louis Ier, qui souhaite obtenir cet important bénéfice pour son jeune fils,.
Le pape renonce à nommer Jacques Carietti et choisit Jean de Ségovie,. Jean-Louis de Savoie obtient cependant des bénéfices, que son grand-père l'antipape Félix V (l'ex duc de Savoie Amédée VIII) avait obtenu lorsqu'il a renoncé à la tiare.